# 大橋重長
大橋 重長（おおはし しげなが）は、戦国時代の武将。織田氏の家臣。織田信秀の娘婿で織田信長の姉婿にあたる。

## 略歴
大橋氏は尾張国津島の有力な国人で早くから織田家と親密な関係にあり、重長の代には織田信秀の娘を正室に迎えて信秀や信長に仕えた。
永禄8年（1565年）6月26日、死去。
正室との間に長将、織田信弌が生まれており、信弌は信長からは織田家の御連枝衆として重用されているが、本能寺の変で戦死した。